# Batalla de Buatachive
La Batalla de Buatachive tuvo lugar el 12 de mayo de 1886 en las inmediaciones de la localidad de Buatachive en el estado de Sonora, México, entre elementos del Ejército Mexicano, al mando del Gral. Ángel Martínez y elementos del ejército yaqui comandados por Cajeme durante la Guerra del Yaqui.
Las hostilidades se intensificaron durante 1886. Los Yaquis tomaron varios sitios que fortificaron con todo lo que tuvieron a su alcance, en especial en un lugar llamado Buatachive, en el montañas Bacatete al norte del río Yaqui. Las tropas federales en combinación con las estatales hicieron varias incursiones en el territorio Yaqui, teniendo enfrentamientos con pequeños grupos de yaquis, recuperando plantaciones y confiscando más de 20 000 cabezas de ganado. En abril de 1886 las fuerzas federales ocuparon la ciudad yaqui de Cócorit y el 5 de mayo capturaron la fortificación de Añil después de una batalla. El sitio de Buatachive había sido preparado bajo el liderazgo de Cajeme. Los informes del gobierno mexicano afirmaron que una fuerza de combate de 4000 hombres compuesta con la mayor parte de la población de las ciudades se encontraban en las cercanías del río Buatachive se encontraban esperando el ataque mexicano. Bajo la dirección del general Ángel Martínez, tras cuatro días de asedio, las tropas mexicanas atacaron Buatachive el 12 de mayo. Luego de tres horas de la batalla los yaquis sufrieron 200 muertos y cientos de mujeres y niños prisioneros. 